# Aprendizaje basado en problemas
El aprendizaje basado en problemas (ABP o, del inglés, PBL, problem-based learning) puede definirse como un proceso de indagación que resuelve preguntas, curiosidades, dudas e incertidumbres sobre fenómenos complejos de la vida. Es un método docente basado en el estudiante como protagonista de su propio aprendizaje, donde la indagación por el alumno es una parte importante del ABP y que guiará el proceso del aprendizaje.

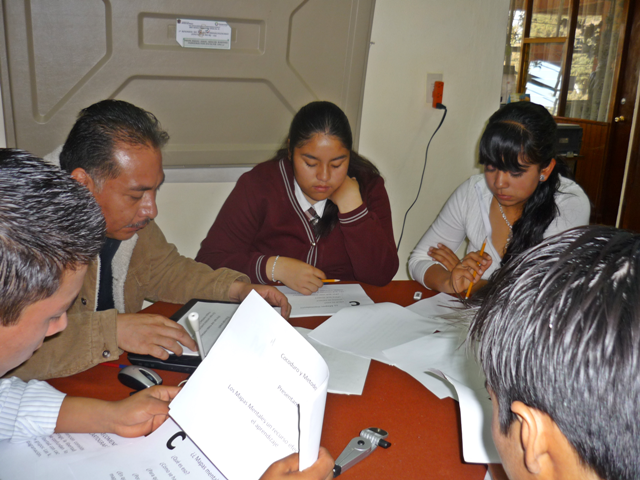
Aprendizaje por problemas

En esta metodología el alumno, además de adquirir conocimientos, es capaz de usar cada problema, reto y descubrimiento que se le va presentando como una nueva oportunidad para la adquisición y desarrollo de las capacidades y habilidades de la persona.

## Desarrollo histórico
El método del aprendizaje basado en problemas tiene sus primeras aplicaciones y desarrollo en la escuela de medicina en la Universidad de Case Western Reserve en los Estados Unidos y en la Universidad de McMaster en Canadá en la década de los 60's. Desde entonces se ha extendido su uso a varias universidades. A Europa llegó en 1974, cuando la Universidad de Maastricht diseñó todas sus facultades con esta estrategia (Universidad de Murcia, 2011).
Uno de los padres del aprendizaje basado en problemas fue Howard Barrows, quien sugirió que los beneficios más importantes del método son:
- La adquisición de conocimiento, que pueda ser retenido y susceptible de ser utilizado.
- El aprendizaje autónomo o dirigido por uno mismo.
- Aprender a analizar y a resolver problemas.[6]

## Descripción
La metodología del ABP se basa en el aprendizaje mediado por la búsqueda de nuevos conocimientos siendo el problema en sí mismo un factor de suma importancia. Se entiende como un problema a toda situación nueva o reto que no tiene una solución predeterminada puesto que los estudiantes diseñan el plan para llegar a la solución, construyen los instrumentos y llevan a cabo la recolección y manejo de la información, conduciendo a un ambiente de libertad y creatividad.
En sentido estricto, el ABP no requiere que se incluya la solución de la situación o problema presentado. Al inicio de una materia, el estudiante no tiene suficientes conocimientos y habilidades que le permitan, en forma efectiva, resolver el problema. El objetivo, en estas etapas, es que el estudiante sea capaz de descubrir qué necesita conocer para avanzar en la resolución de la cuestión propuesta (diagnóstico de necesidades de aprendizaje). A lo largo del proceso educativo, a medida que el estudiante progresa en el programa se espera que sea competente en planificar y llevar a cabo intervenciones que le permitirán, finalmente, resolver el problema de forma adecuada (construcción del conocimiento). Y todo ello, trabajando de manera cooperativa.
Los estudiantes se enfrentan a un problema como primer punto de partida del proceso de aprendizaje, incluso antes de que se les haya facilitado material de estudio alguno. Se espera que analicen el problema, normalmente como parte integrante de un grupo, y supervisado por un tutor. Inicialmente el grupo tratará de hacer un análisis provisional del problema valiéndose de sus conocimientos previos. Este análisis suscita una serie de preguntas sobre diversas cuestiones que, en un principio, no pueden entenderse, aclararse o explicarse. Estas preguntas conformarán la base sobre la que se formulen los objetivos de aprendizaje en el estudio individual. Durante el tiempo restante previo a la próxima tutoría, normalmente unos cuantos días, los estudiantes trabajarán para alcanzar estos objetivos de aprendizaje, bien individualmente o en grupos, leyendo libros y artículos, viendo videos o consultando a los profesores. Una vez finalizada esta fase de estudio, en las tutorías, los estudiantes se informan mutuamente de lo que han aprendido y evalúan hasta qué punto han logrado mejorar sus conocimientos sobre el problema.
El ABP facilita, o fuerza, a la interdisciplinaridad y la integración de conocimiento, atravesando las barreras propias del conocimiento fragmentado en disciplinas y materias.

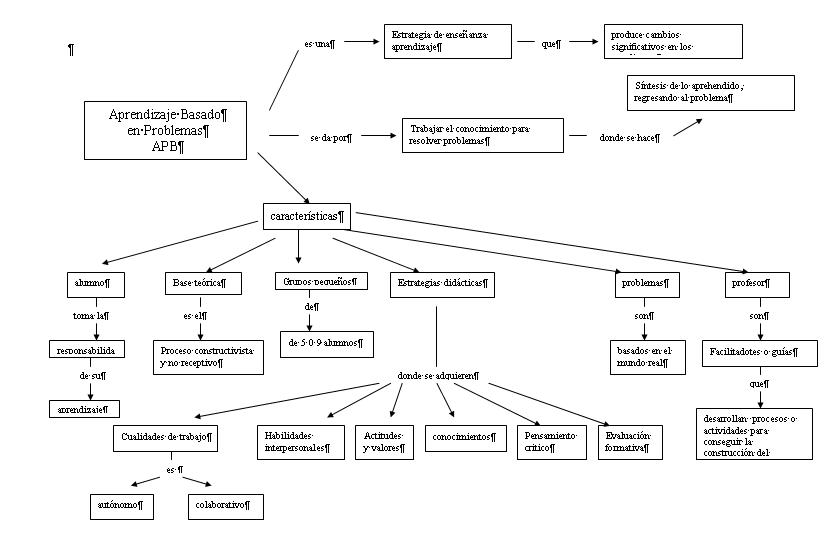
Mapa conceptual del ABP.

El aprendizaje basado en problemas (ABP), se sustenta en diferentes corrientes teóricas sobre el aprendizaje. Tiene particular presencia la teoría constructivista, por lo que, de acuerdo con esta postura se siguen tres principios básicos:
1. El entendimiento con respecto a una situación de la realidad surge a partir de las interacciones con el medio ambiente.
2. El conflicto cognitivo al enfrentar cada situación, estimula el aprendizaje.
3. El conocimiento se desarrolla mediante el reconocimiento y aceptación de los procesos sociales y de la evaluación de las diferentes interpretaciones individuales del mismo fenómeno.

El ABP incluye el desarrollo del pensamiento crítico en el mismo proceso de enseñanza y aprendizaje, no lo incorpora como algo adicional, sino que es parte constitutiva de tal proceso. Resulta útil comparar este tipo de propuesta con la enseñanza tradicional con el objeto de visualizar las diferencias sustanciales entre ambas:
| Aprendizaje tradicional | Aprendizaje basado en problemas |
| --- | --- |
| Los profesores transmiten la información a los alumnos                                                                      | Los alumnos toman la responsabilidad de aprender y crear alianzas entre alumno y profesor                                                                      |
| El profesor asume el rol de experto o autoridad formal.                                                                     | Los profesores tienen el rol de facilitador, tutor, guía, coaprendiz, mentor o asesor.                                                                         |
| Los profesores organizan el contenido en exposiciones de acuerdo con su disciplina                                          | Los profesores diseñan su curso basado en problemas abiertos                                                                                                   |
| Los alumnos son vistos como receptores pasivos de información, la información es transmitida a un grupo de alumnos.         | Los profesores buscan mejorar la iniciativa de los alumnos y motivarlos. Ven a los alumnos, como sujetos que pueden aprender por cuenta propia                 |
| Los alumnos trabajan por separado.                                                                                          | Los alumnos conformados en pequeños grupos interactúan con los profesores quienes les ofrecen retroalimentación.                                               |
| Las exposiciones del profesor son basadas en comunicación unidireccional                                                    | Los alumnos trabajan en equipos para resolver problemas, adquieren y aplican el conocimiento en una variedad de contextos                                      |
| El aprendizaje es individual y de competencia                                                                               | Los alumnos interaccionan y aprenden en un ambiente colaborativo                                                                                               |
| Los alumnos absorben, transcriben, memorizan y repiten la información para actividades específicas como pruebas o exámenes. | Los alumnos participan activamente en la resolución del problema, identifican necesidades de aprendizaje, investigan, aprenden, aplican y resuelven problemas. |

## Proceso
Básicamente, la diferencia fundamental entre el aprendizaje tradicional y el ABP está en el carácter lineal del proceso de aprendizaje que se genera en el primero y el carácter cíclico del segundo. En el aprendizaje tradicional, la identificación de necesidades de aprendizaje y la exposición de conocimientos está a cargo del profesor (tiene principio y fin en la actividad docente). En el ABP, el alumno adquiere el máximo protagonismo al identificar sus necesidades de aprendizaje y buscar el conocimiento para dar respuesta a un problema planteado, lo que a su vez genera nuevas necesidades de aprendizaje.
Morales y Landa (2004) establecen que el desarrollo del proceso de ABP ocurre en ocho fases:
1. Leer y analizar el problema: se busca que los alumnos entiendan el enunciado y lo que se les demanda.
2. Realizar una lluvia de ideas: supone que los alumnos tomen conciencia de la situación a la que se enfrentan.
3. Hacer una lista de aquello que se conoce: implica que los alumnos recurran a aquellos conocimientos de los que ya disponen, a los detalles del problema que conocen y que podrán utilizar para su posterior resolución.
4. Hacer una lista de aquello que no se conoce: este paso pretende hacer consciente lo que no se sabe y que necesitarán para resolver el problema, incluso es deseable que puedan formular preguntas que orienten la resolución del problema.
5. Hacer una lista de aquello que necesita hacerse para resolver el problema: los alumnos deben plantearse las acciones a seguir para realizar la resolución.
6. Definir el problema: se trata concretamente el problema que van a resolver y en el que se van a centrar.
7. Obtener información: aquí se espera que los alumnos se distribuyan las tareas de búsqueda de la información.
8. Presentar resultados: en este paso se espera que los alumnos que hayan trabajado en grupo estudien y comprendan, a la vez que compartan la información obtenida en el paso 7; y, por último, que elaboren dicha información de manera conjunta para poder resolver la situación planteada.

Otros autores, como Exley y Dennick (2007) realizan otra clasificación de las fases del aprendizaje basado en problemas. Ellos señalan que son siete fases:
1. Aclarar términos y conceptos.
2. Definir los problemas.
3. Analizar los problemas: preguntar, explicar y formular hipótesis.
4. Hacer una lista sistemática del análisis.
5. Formular los resultados del aprendizaje esperados.
6. Aprendizaje independiente centrado en resultados.
7. Sintetizar y presentar nueva información.

La diferencia más notable entre esta clasificación y la anteriormente presentada es que, en la última, los alumnos definen primero los problemas que presenta el ejercicio y posteriormente se plantean las preguntas, las hipótesis, aquellos aspectos que conocen, lo que es desconocido y tendrán que investigar, etc. Resulta fundamental que los alumnos conozcan los pasos que han de seguir para resolver el problema y también que el alumno que lleve a cabo el papel del moderador u organizador vaya guiando al grupo en cada uno de ellos.

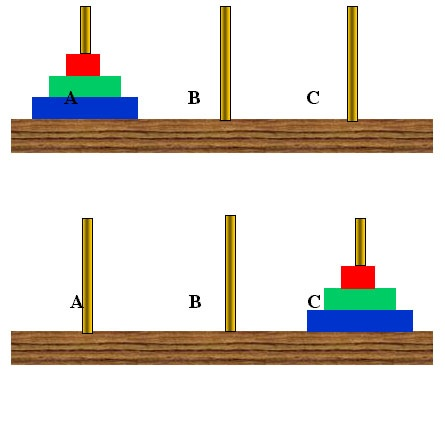
La Torre de Hanói constituye un buen ejemplo de lo que es la resolución de un problema, donde las habilidades cognitivas involucradas se relacionan con el planteamiento de alternativas de solución, dentro de un contexto específico, y la toma de decisiones.

### Habilidades involucradas
El ABP no tiene como objetivo resolver problemas per se sino que implica aprender a resolver problemas, es decir, usar problemas para mejorar el propio crecimiento, conocimiento y comprensión. Las habilidades y actitudes que se ejercitan en el ABP son las siguientes: trabajo de equipo, escucha, cooperación, liderazgo o administración de un grupo, respeto por el punto de vista diferente (de los otros miembros del grupo involucrado en la resolución), evaluación crítica de la bibliografía, habilidades de presentación, aprendizaje autodirigido y uso de recursos. También involucra habilidades comunicativas y sociales, de resolución de problemas y autoaprendizaje.

### Evaluación

Evaluación en el aprendizaje basado en problemas

La evaluación debe ser una manera real y directa de posibilitar el aprendizaje. En este sentido, Santos Guerra (1993) se refiere a la evaluación en su dimensión crítica/reflexiva como una herramienta que le permite al docente descubrir si es adecuada la metodología, si los contenidos son pertinentes, si el aprendizaje que se ha producido es significativo y relevante para los alumnos.
En el ABP, la evaluación se constituye en una herramienta por medio de la cual se le otorga al estudiante la responsabilidad de evaluar su proceso de aprendizaje y de formación. Es decir, se trata de visualizar la evaluación como un proceso en el que la responsabilidad es compartida por los estudiantes y los tutores.
Esta práctica comporta un cambio sustancial en relación con el método tradicional. El valor de la evaluación en el ABP es el de contemplar la evaluación individualizada, cualitativa y formativa. El estudiante tiene la posibilidad de evaluarse a sí mismo, a sus compañeros, al tutor, al proceso de trabajo en equipo y a los resultados del proceso.
La evaluación formativa, como columna vertebral de una docencia centrada en el estudiante, comprende la autoevaluación, la de sus pares y la del tutor. La autoevaluación, como procedimiento valorativo, le permite evaluar, orientar, formar y confirmar el nivel de aprendizaje de cada una de las unidades. Además, le proporciona ayudas para descubrir sus necesidades, la cantidad y la calidad de su aprendizaje, las causas de sus problemas, las dificultades y los éxitos en el estudio. La evaluación por pares le permite al estudiante recibir retroinformación sobre lo que es incapaz de conocer sin la visión de los demás (la parte desconocida por el yo y conocida por los otros de la Ventana de Johari). La evaluación del tutor le permite a éste emitir juicios acerca del nivel alcanzado y de la calidad del aprendizaje logrado. Por otro lado, la evaluación sumativa o de certificación debe tener en cuenta los conocimientos que el estudiante ha adquirido, las habilidades que ha desarrollado y las actitudes que ha modelado. Esta evaluación sirve para justificar las decisiones académicas respecto a las calificaciones.

## Ventajas y limitaciones
En el proceso educativo tradicional el docente explica un tema específico de la materia que dicta y, posteriormente, ofrece a los alumnos una actividad de aplicación de dichos contenidos. En contrapartida, el ABP se plantea como un medio para que los estudiantes adquieran esos conocimientos y los apliquen para solucionar un problema real o ficticio, sin que el docente les haya dado una clase previa o haya usado otro método para transmitir eso contenidos, son los propios alumnos, los que asumen la responsabilidad de ser parte activa en el proceso de aprendizaje.
El ABP ayuda al alumno a desarrollar y a trabajar diversas competencias. Entre ellas se destacan:
- La resolución de problemas.
- La toma de decisiones.
- El trabajo en equipo.
- El desenvolvimiento de habilidades de comunicación (argumentación y presentación de la información).
- El desarrollo de actitudes y valores: precisión, revisión, tolerancia.
- Identificación de problemas relevantes del contexto profesional.
- La conciencia del propio aprendizaje. Asumen la responsabilidad de ser parte activa en el proceso.
- La planificación de las estrategias que se van a utilizar para aprender.
- El pensamiento crítico.
- El aprendizaje autodirigido.
- Las habilidades de evaluación y autoevaluación.
- El aprendizaje permanente.
- El desarrollo del razonamiento eficaz y la creatividad.
- El desarrollo de habilidades de búsqueda y manejo de información.
- Las habilidades de investigación ya que, los alumnos en el proceso de aprendizaje, tendrán que, a partir de un enunciado, buscar y manejar información para averiguar y comprender qué es lo que pasa y lograr una solución adecuada.

- El acercamiento al currículo con sentido y significado ejerciéndose la democracia porque se entiende la enseñanza como diálogo.
- Principalmente, existe gran evidencia de que las intervenciones de entrenamiento cerebral mejoran el rendimiento en tareas entrenadas un claro ejemplo sería, si practicas un juego de entrenamiento una y otra vez, entonces mejorarás continuamente en este juego [15]
- Toma de decisiones fundamentadas[16]
- Integrar diferentes áreas de conocimiento en el aprendizaje[16]
- Refuerza las habilidades sociales, ya que, se comparten ideas y se obtiene un aprendizaje colaborativo para llegar a un objetivo en común[17]
- Se desarrollan nuevas habilidades para la vida diaria[17]

A nivel institucional:
- El ABP abre la escuela al entorno e incorpora materiales y fuentes de información diversos.
- Se trabaja con variados tipos de conocimiento y saberes.
- En la práctica, el alumnado aprende, hace y comunica proceso y producto, y además, atiende a la diversidad porque la integra desde una perspectiva cultural pero también personal.
- El ABP permite la elección y la implicación de los estudiantes, facilita el empoderamiento de los mismos y los hace protagonistas de su propio proceso de aprendizaje. Pero quizás lo más importante es la socialización, algo que en una metodología más directa no se trabaja y que a todas luces resulta necesario potenciar desde la escuela. El desarrollo de un proyecto permite una socialización más rica porque comporta movimientos no sólo en el aula, sino hacia dentro (participaciones de agentes expertos o de las propias familias) y hacia fuera de la misma (dirigido a la comunidad a lo que está fuera del centro mediante la propia difusión).

El aprendizaje basado en problemas tiene ciertas limitaciones que es necesario conocer:
- Su implementación implica la capacitación de docentes trabajar en grupos de alumnos de manera coordinada;
- El tratamiento de los contenidos es menos sistemático ya que el objetivo de las clases está puesto en la resolución de problemas y desarrollo de habilidades de pensamiento;
- Se requiere equipamiento físico y tecnológico como soporte.
- La posibilidad de que algunas personas puedan sentirse desmotivadas o sin orientación[20]
- Se necesita un supervisor que observe la adecuada aplicación del ABP[16]

## Aplicaciones
La vigilancia policial orientada a problemas (POP) es una de las estrategias policiales más utilizadas para abordar el problema del crimen y los disturbios. Esta estrategia centra el trabajo policial en los “problemas”, en lugar de hacerlo en los incidentes delictivos, y requiere que la policía desarrolle de manera proactiva una respuesta a dichos incidentes basándose en un análisis cuidadoso de los factores que contribuyen a los mismos. Dado el enorme impacto que ha tenido este enfoque en la vigilancia policial estadounidense y de otros países, se ha planteado evaluar sus efectos sobre los crímenes y disturbios.
Una revisión sistemática de 10 estudios realizados en Estados Unidos y el Reino Unido, concluyó que la vigilancia policial orientada a los problemas tiene un impacto estadísticamente significativo en la reducción del crimen y los disturbios. Sin embargo, en los estudios incluidos el tamaño del efecto fue pequeño. Además, varios de los estudios presentaron deficiencias metodológicas, por lo que estas conclusiones deben interpretare con cautela. Por último, en los estudios centrados en ciertos delitos, tales como disturbios, hubo un efecto mayor si se le compara con el total de crímenes, por lo que es recomendable que futuras investigaciones adopten un enfoque más específico.